# Дьюкс, Пол (историк)
Пол Дьюкс (Дюкс; 5 апреля 1934, Лондон, Великобритания — 25 августа 2021) — британский (шотландский) историк-славист и русист, доктор философии (PhD) по истории, профессор. Заслуженный профессор истории Абердинского университета. Основатель и директор Абердинского Центра российских и восточноевропейских исследований, член Товарищества Королевского общества Эдинбурга Шотландской национальной академии. Редактор-консультант журнала «History Today». Специалист по истории Америки, России и Европы.

## Биография
Пол Дьюкс родился 5 апреля 1934 года в Уоллингтоне (в то время пригород Лондона). В 1951—1954 годах был стипендиатом выставки одного из колледжей Кембриджского университета — Питерхауса. Защил магистерскую диссертацию по американской колониальной истории под руководством М. Савелля в Вашингтонском университете в Сиэтле, завершив большую часть работы во время последующего обучения в Виргинском университете в Шарлотсвилле. Будучи стипендиатом Фулбрайта Дьюкс с 1954 по 1956 год преподавал в Вашингтонском университете американскую историю.
В 1956 году вернулся в Великобританию для прохождения срочной военной службы, во время которой изучал русский язык в Школе совместных служб для лингвистов в Крейле (Шотландия).
После демобилизации с 1958 по 1959 год преподавал американскую историю в Мэрилендском университете в Колледж-Парке (США). В 1959 году принялся за работу над докторской диссертацией по истории России в Школе славянских и восточноевропейских исследований Лондонского университета, которую защитил в 1964 году по теме «The Russian Nobility and the Legislative Commission of 1767» (с англ. — «Русское дворянство и законодательная комиссия 1767 года») под руководством профессора русской истории Лондонского университета Х. Сетона-Уотсона и заслуженного профессора русской истории Торонтскоко университета Д. Кипа.
В сентябре того же 1964 года профессор истории Бернетт-Флетчера в Абердинском университете Д. Харгривз назначил Дьюкса своим ассистентом. Читал лекции в Абердинском университете. Был в 1974 году визитёром в Оклендском и в 1988 — в Корнеллском университетах. В дальнейшем — заведующий кафедры. В 1989 году в Абердинском университете Дьюкс основал Центр советских (позже российских) и восточноевропейских исследований, и в дальнейшем являлся его директором.
Проработав 35 лет в Абердинском университете, в 1999 году Дьюкс вышел на пенсию. В том же году был избран членом Товарищества Королевского общества Эдинбурга Шотландской национальной академии (язык, литература и история), а в следующем 2000 году по поводу ухода на пенсию Дьюкс был удостоен фестшрифта в виде сборника научных статей «Russia and the Wider World in Historical Perspective: Essays for Paul Dukes» (с англ. — «Россия и широкий мир в исторической перспективе: очерки для Пола Дьюкса»). 
Умер 25 августа 2021 года.

## Научные интересы и взгляды
Изначально Дьюкс специализировался по истории Америки, которую преподавал в различных колледжах и университетах США, Франции, Германии и Англии. По теме американской колониальной истории защитил магистерскую диссертацию. В дальнейшем в сферу научных интересов Дьюкса вошла история России. Защитил докторскую диссертацию по теме русского дворянства и законодательства в России в XVIII веке.
Рецензенты отмечали объективный и беспристрастный подход Дьюкса к изучению истории России, выявлявшего, кроме прочего, ещё во времена холодной войны тенденциозный подбор в западноевропейской литературе исторических источников (мемуаров и дневников), на основе которых у обывательского читателя складывался стереотип о России, как о «варварской» неевропейской стране. При этом в своих работах Дьюкс использовал ряд источников, которые были намеренно оставлены без внимания. Так, к примеру, он привёл трактат Д. Мильтона «A Brief History of Moscovia» (с англ. — «Краткая история Московии»), вышедший в Лондоне в 1682 году, в котором английский дипломат относил Московию к «самому северному региону Европы, имеющему репутацию цивилизованного», неоднократно подчёркивая при этом, что она является составной частью Европы, сравнимой с Англией с точки зрения традиций, религии и государственного управления.
Исследуя предпосылки холодной войны, Дьюкс отмечал, что для полноты исследования данного вопроса следует учитывать не только точку зрения Запада, но и СССР. По его мнению, после того как Российская империя и СССР менее чем за полстолетия претерпели два германских нападения, трудно винить советское правительство в стремлении обеспечить безопасность в Восточной Европе. СССР видел необходимым построение зоны безопасности от возможного нового вторжения как с Запада, так и с Азии. Блокада Западного Берлина со стороны СССР в 1948—1949, по мнению Дьюкса, по большей части носила экономический характер и явилась реакцией на девальвацию немецкой марки в западных зонах Германии, что могло стать угрозой для экономики Восточной Германии.
В своих исследованиях Дьюкс также широко использовал сравнительный метод. Так, к примеру, видев сходство внешней политики США и СССР он писал, что «латиноамериканцев, отчуждённых от гегемонии Соединённых Штатов, по крайней мере столько же, сколько и восточноевропейцев, выступающих против гегемонии Советского Союза».
Как отметил заведующий Отделом Восточной Европы ИНИОН РАН Ю. И. Игрицкий (к. и. н.):
Выступления П. Дьюкса и ограниченного числа других западных учёных против антитезы «Россия-Запад» контрастировали с нагнетанием не просто антисоветских, но и антирусских настроений за рубежом.

## Рецензии
- Кондратьев С. Рец. на: P. Dukes. A History of the Urals: Russia’s Crucible from Early Empire to the Post-Soviet Era. London: Bloomsbury Academic, 2015. 249 p. // Отечественная история. — М.: Наука, 2017. — № 1. — С. 211—214.
- Davison R. M. Paul Dukes, A History of Russia: Medieval, Modern, Contemporary, Durham, Duke University Press, 1991, xii + 425 pp. (англ.) // Studies in East European Thought. — Springer Science+Business Media, 1993. — Vol. 45, no. 3. — P. 217—218. — ISSN 1573-0948. — JSTOR 20099511.
- Madariaga I. de. History of Russia: Medieval, Modern and Contemporary. By Paul Dukes. Lon don: Macmillan. 1974. xi + 361 pp.; Russia under the Old Regime. By Richard Pipes. London: Weidenfeld and Nicolson. 1974. xxii + 361 (англ.) // History: The Journal of the Historical Association. — Wiley, 1976. — Vol. 61, no. 201. — P. 89—91. — ISSN 1468-229X. — JSTOR 24409587.
- McKenzie K. E. A History of Russia: Medieval, Modern and Contemporary. By Paul Dukes. New York: McGraw-Hill, 1974. xi, 361 pp. (англ.) // Slavic Review. — Cambridge University Press for the ASEEES, 1976. — Vol. 35, iss. 1. — P. 122. — ISSN 0037-6779.
- Waddington P. Paul Dukes. A History of Russia: Medieval, Modern, Contemporary. Macmillan. London. 1974. xi+361 (англ.) // New Zealand Slavonic Journal. — Australia and New Zealand Slavists’ Association, 1976. — No. 2. — P. 112—114. — ISSN 0028-8683. — JSTOR 40921015.
- West D. A. A History of Russia: Medieval, Modern, Contemporary. Paul Dukes. New York: McGraw-Hill, 1974. xi, 361 pp. (англ.) // Canadian Slavonic Papers. — Taylor & Francis, 1977. — Vol. 19, no. 3. — P. 367—368. — ISSN 2375-2475. — JSTOR 40867187.
- White S. Dukes, Paul. A History of Russia: Medieval, Modern, Contemporary, second edition (англ.) // Scottish Slavonic Review. — Department of Slavonic Languages and Literatures, 1991. — No. 17. — P. 188. — ISSN 0265-3273.